# Sciades pulchellus
Sciades pulchellus är en skalbaggsart som först beskrevs av Heller 1924.  Sciades pulchellus ingår i släktet Sciades och familjen långhorningar.
Artens utbredningsområde är Filippinerna. Inga underarter finns listade i Catalogue of Life.